# Abdullah al-Mahdi Billah

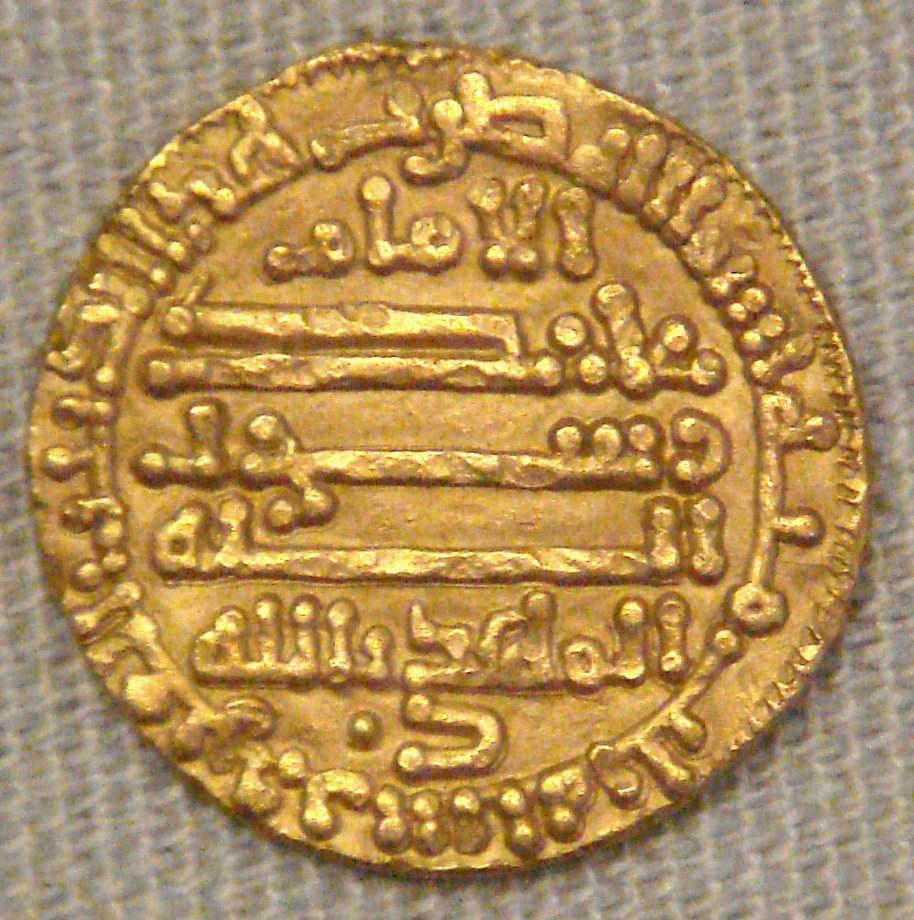
Moneda de Abdullah al-Mahdi. Museo Británico

Abdullah al-Mahdi Billah o Abu Muhammad Ubayd Allah al-Mahdi Billah (873-4 de marzo de 934) (Arabic: عبد الله بن الحسين بن أحمد بن عبد الله بن محمد بن اسماعيل بن جعفر المهدي), frecuentemente denominado Ubayd Allah, fue el fundador del Califato fatimí, el único gran califato chií en el islam, y estableció su régimen en gran parte del norte de África.
Partidario de los vástagos de Ali, se decía descendiente de Ismail, séptimo descendiente de este. En el 899, se proclamó Mahdi, lo que produjo la división de los chiíes, su huida de Oriente Próximo (904) y su instalación en el Magreb. Allí uno de sus partidarios llevaba predicando en su nombre desde el 893 entre los Kutama del oriente magrebí. El éxito de esta predicación llevó a que Ubayd Allah se proclamase califa en Sijilmasa en el 909. Se fundó así la dinastía fatimí, que compitió con los omeyas y abasíes por lograr la autoridad de la comunidad islámica.
Falleció el 4 de marzo del 934 y le sucedió en el trono califal su hijo Muhammad al-Qa'im Bi-Amrillah.